# Glacier (spilmotor)
 For alternative betydninger, se Glacier. (Se også artikler, som begynder med Glacier)
Glacier er en danskudviklet spilmotor til computerspil, designet og lavet af IO Interactive. Spilmotoren er blevet brugt til udviklingen af Hitman-serien, Freedom Fighters, Kane & Lynch-serien og Mini Ninjas. Glacier understøtter DLSS, XeSS og FSR. Motoren understøtter ray tracing i Hitman 3.